# Euphorbia natalensis
Euphorbia natalensis là một loài thực vật có hoa trong họ Đại kích. Loài này được Bernh. ex Krauss mô tả khoa học đầu tiên năm 1845.